# تپه لربل
تپه لربل مربوط به عصر مس و سنگ - دوره ساسانیان است و در شهرستان قصر شیرین، بخش مرکزی، دهستان نصرآباد، انتهای روستای سید خلیل واقع شده و این اثر در تاریخ ۲۸ اسفند ۱۳۸۵ با شمارهٔ ثبت ۱۸۷۱۰ به‌عنوان یکی از آثار ملی ایران به ثبت رسیده است.